# 슈티펠회헤산
슈티펠회헤산(Stiefelhöhe)은 독일 바덴뷔르템베르크주에 위치한 산이다. 오덴발트산맥에서 가장 높은 산으로 584m의 봉우리를 정상으로 하는 산이다. 산에는 주민들을 위한 산책로와 운동 시설들이 마련되어 있다. 이산은 독일에서 국립공원으로 지정하였으며 산에는 독일의 토종 생물들이 주로 살아간다.